# Вулиця Карпенка-Карого (Луцьк)
Вулиця Карпенка-Карого — найдовша магістральна вулиця Луцька.
Починається від вулиці Ківерцівської, проходить паралельно залізничній колії, далі під шляхопроводом між проспектами Соборності і Перемоги, та під шляхопроводом на вулиці Рівненській, перетинає вулицю Дубнівську і доходить до вулиці Глушець. Проходить через 4 житлові райони міста —  Завокзальний, Теремне, Центральний і Дубнівський.

## Історія
Промислова вулиця, яка утворилась в повоєнний час з початком забудови Завокзального району. Пройшла на межі колишніх танкодрому та цивільного аеропорту. У 1980-х роках почалася забудова багатоповерховими житловими будинками. Спочатку доходила до вулиці Рівненської, а потім була продовжена до вулиці Глушець. Носить ім'я Івана Карпенка-Карого, яке отримала в 1961 році.

## Будівлі та установи

### Релігія
- Луцький монастир Святого Василія Великого УГКЦ[1] — вул. Карпенка-Карого, 5

### Торгівля
- «Варшавський ринок» — вул. Карпенка-Карого, 1
- Торговий центр «Ювант» — вул. Карпенка-Карого, 1
- Торговий центр «Європа» — вул. Карпенка-Карого, 15.а
- Магазин керамічної плитки «Єврокераміка»[2] — вул. Карпенка-Карого, 15
- Магазин будівельних матеріалів «Perfect - натяжні стелі» — вул. Карпенка-Карого, 29